# Хельвиг, Мартин

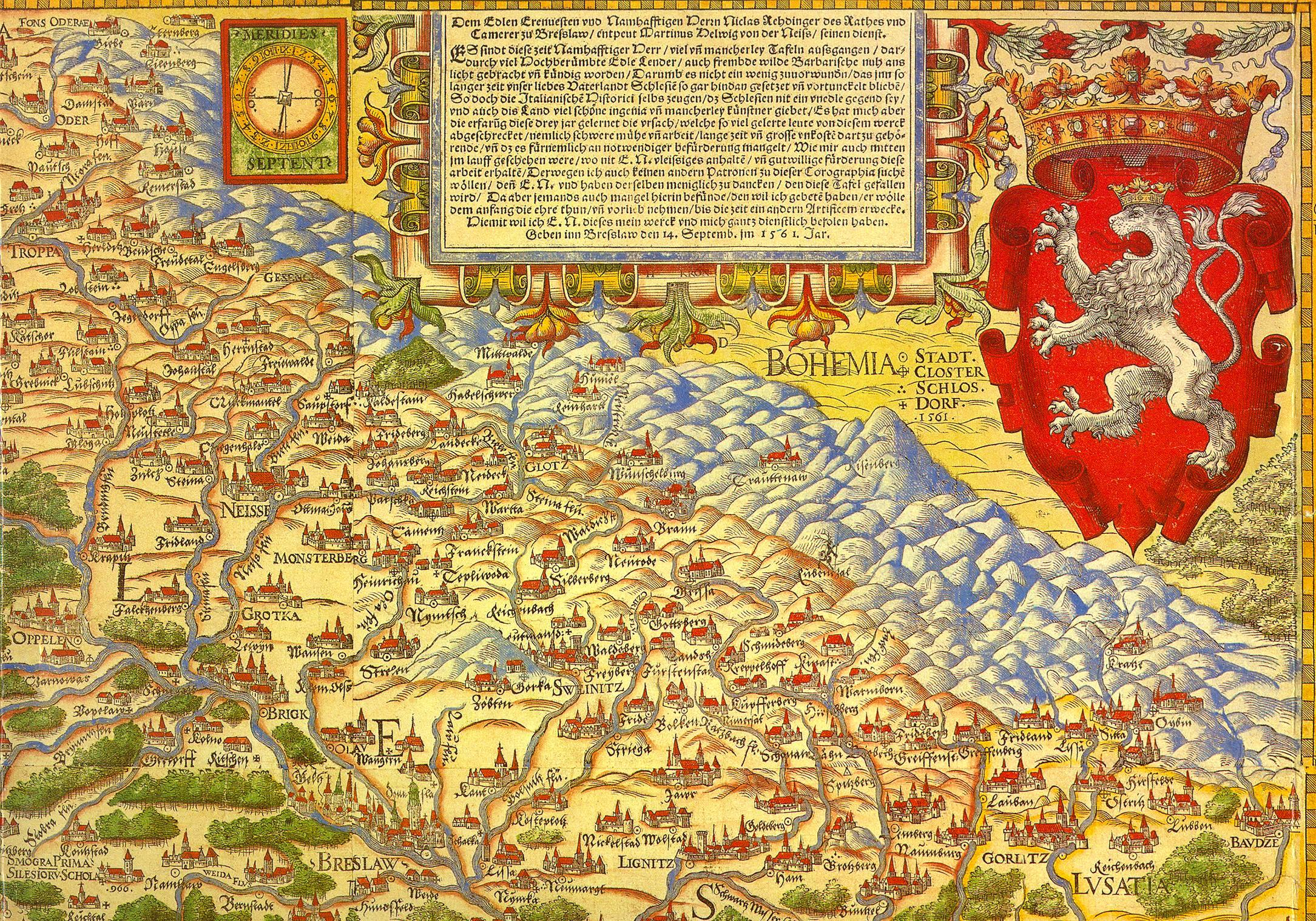
Карта Силезии и Богемии М. Хельвига

Мартин Хельвиг (нем. Martin Helwig; 5 ноября 1516, Ныса — 26 января 1574, Бреслау) — немецкий картограф и педагог.

## Биография
Ученик выдающегося немецкого ученого и просветителя В. Троцендорфа. Выпускник Виттенбергского университета, где под руководством Мартина Лютера и Филиппа Меланхтона стал магистром наук. Продолжил учёбу в Краковской академии.
Был преподавателем в Свиднице (Силезия).
В 1552 году стал ректором школы Марии Магдалены в Бреслау.

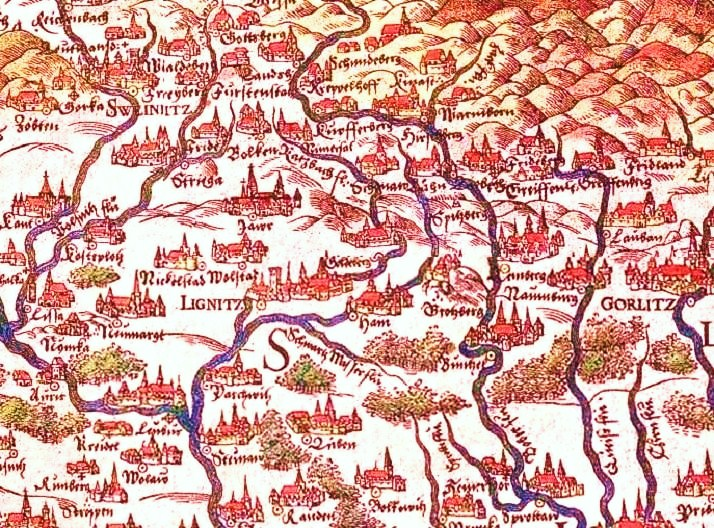
Юго-запад Нижней Силезии на карте Хельвига

Обладал глубокими познаниями в математике и географии, а также классических языках. На основании опросов и данных, полученных от местных жителей, изготовил первую ксилографическую карта Силезии, которую под названием «Silesiae Typus» опубликовал в 1561 году, с посвящением Н. Редигеру, богатому силезскому купцу, банкиру, меценату и покровителю княжества Бреслау, под эгидой которого была напечатана эта карта. Карта Мартина Хельвига до середины XVIII века считалась образцом для будущих картографом.
Карта Хельвига позже была несколько раз переиздана Абрахамом Ортелием в «Theatrum Orbis Terrarum» , первом в мировой истории географическом атласе современного типа.